# Z-машина

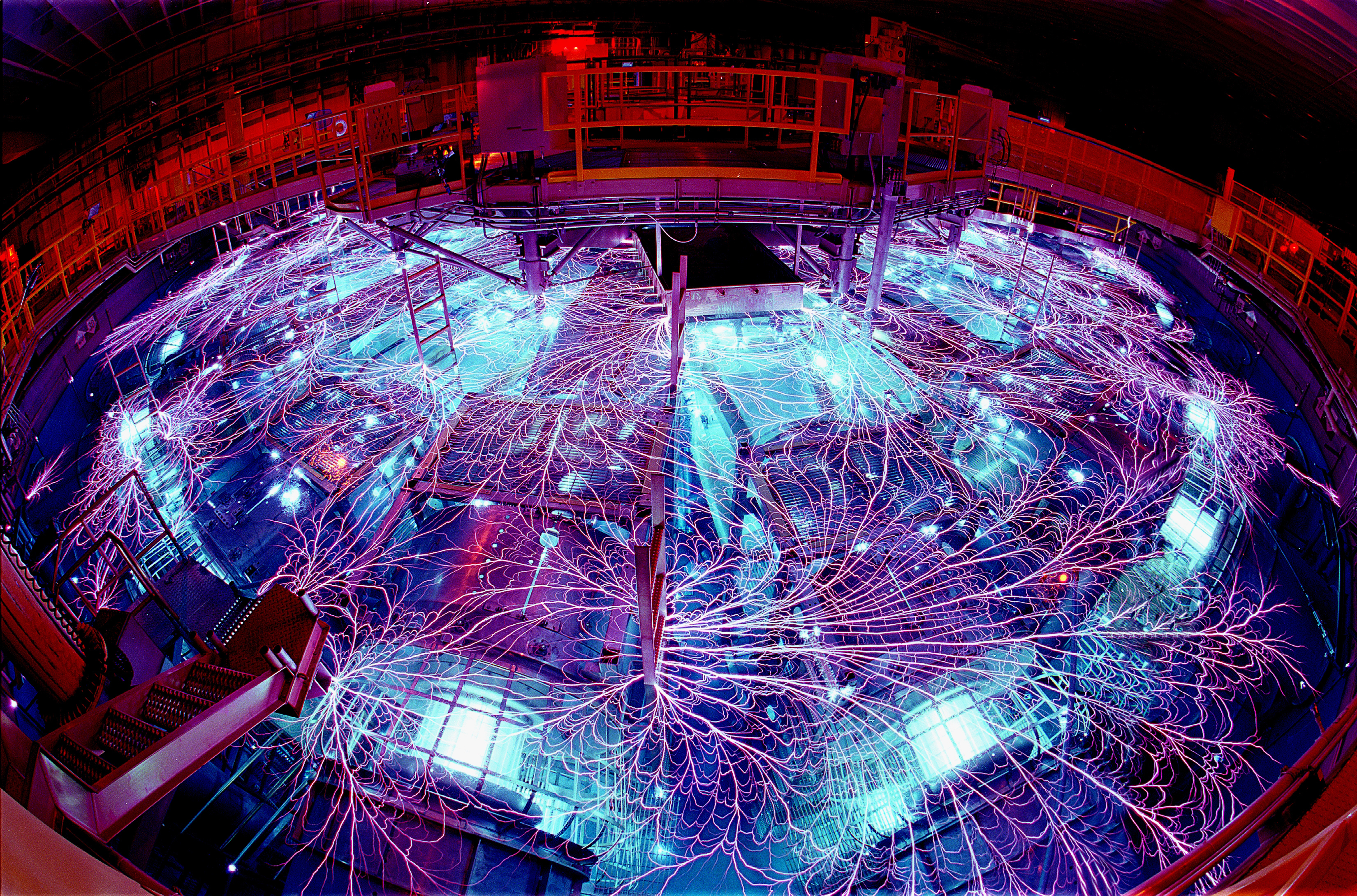
Z-машина: вид сверху.

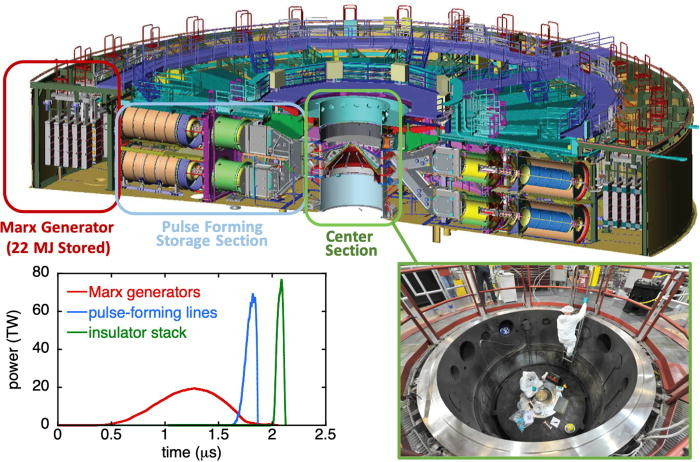
Z-машина в разрезе.

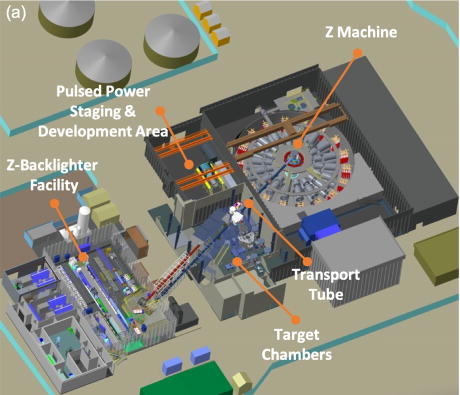
Схема служебных зданий Z-машины.

Z-машина (англ. Z machine, Z Pulsed Power Facility) — экспериментальная установка и один из крупнейших в мире источников рентгеновского излучения. Предназначена для исследования вещества в условиях экстремальных температур и давлений. Установка принадлежит исследовательским Сандийским национальным лабораториям и располагается в городе Альбукерке, штат Нью-Мексико, США. Также её данные используются в мирных и военных атомных программах. Первый прототип такой установки был создан в 1980 году, затем она модернизировалась.

## Название
Название «Z-машина» обусловлено, во-первых, вертикальным направлением излучения (ось аппликат OZ), а, во-вторых, вертикальным приводом. Другое название для установки — Z-pinch.

## Устройство
Z-машина представляет собой цилиндр диаметром 32 м и высотой 6 метров в окружении 36 радиальных электрических проводников более 1 м в диаметре. В центре сосуда, который для изоляции заполнен деионизированной водой, расположена вакуумная камера диаметром 3 метра. В камере находится так называемый Z-Pinch — специальное приспособление из 300 вольфрамовых параллельных проволок в направлении оси Z высотой 20 см. Толщина вольфрамовой проволоки 10 мкм — около 1/10 толщины человеческого волоса. В центре цилиндра из проволок располагается пластиковая ёмкость, наполненная смесью дейтерия и трития. Чтобы стал возможен термоядерный синтез, смесь должна быть быстро сжата и нагрета. Это можно обеспечить давлением электромагнитного излучения с помощью рентгеновской установки.
Для создания необходимого излучения в течение очень короткого периода менее 100 наносекунд электрический ток 20 миллионов ампер направляется одновременно через все 36 радиальных проводников. Тонкие вольфрамовые проволоки в центре испаряются, превращаясь в очень горячий ионизированный газ — плазму. Электрический импульс создаёт сильное магнитное поле в электропроводящей плазме, при этом происходит сжимание и нагревание — так называемый Пинч-эффект. Материал стенок, окружающих цилиндр, нагревается до температуры в несколько миллиардов кельвинов. Это ведёт к тому, что цилиндр в течение одного момента[уточнить] излучает интенсивный рентгеновский импульс с пиковой мощностью 290 ТВт. Когда этот импульс достигает капсулы с дейтерием и тритием, она под давлением излучения сжимается до доли от их первоначального размера и нагревается. В течение нескольких наносекунд достигается мощность, в 80 раз превышающая потребление энергии на всей Земле.
Напряжение, необходимое для создания столь высокого тока формируется с помощью Генераторов Маркса.

## Функционирование
В 2003 году учёным удалось с помощью импульса мощностью 120 ТВт сжать капсулу до одной седьмой её первоначального размера. В этих условиях стало возможным образование из ядер дейтерия и трития ядра гелия. Ученые оценивают высвободившуюся энергию в 4 МДж.
В 2006 году стало известно, что с помощью установки может быть получена плазма с температурой свыше 2 миллиардов кельвинов.
Из-за очень высокого напряжения оборудование подачи питания погружено в камеры, заполненные трансформаторным маслом и деионизированной водой, которые работают изоляторами. Тем не менее, электромагнитный импульс создаёт свечение вокруг металлических предметов.

## Перспективы
После окончания экспериментов планируется строительство машины нового поколения устройства — ZR-Машины. На нём планируется довести рентгеновский импульс до 350 ТВт.

### На иностранных языках
- Z machine melts diamond to puddle
- Z-Maschine am Sandia National Laboratory oder
- Artikel auf sandia.gov von 1998
- Z Machine Home Page
- «A machine called Z», an article from The Observer
- Physics News Update, February 28, 2006

### На русском языке
- Чудо Z-машина
- «Z-машина» устанавливает неожиданный рекорд температуры на Земле
- Z-машина. Взрыв вовнутрь
- Z-машина выдала жидкие алмазы
- На Z-машине получен «раскаленный» лед
- Z-машина больше не «искрит»